# Baba sifon
Pour plus de détails, voir Fiche technique et Distribution.
Baba sifon est un court métrage français du réalisateur réunionnais Laurent Pantaléon, sorti en 2019. Il reçoit le prix de la meilleure musique originale au festival Prix de court 2020 (Martinique).

## Synopsis
Un père divorcé se rend compte que sa fille de 6 ans a oublié son doudou, un baba sifon, chez lui. Sans voiture, mais avec sa guitare, il traverse l'île de La Réunion du Nord au Sud à pied, en stop, pour le lui rapporter coûte que coûte avant la nuit. 

## Production
Photographe de formation, vidéaste diplômé de l'ESA de La Réunion, Laurent Pantaléon fait partie des réalisateurs réunionnais attachés à montrer d'autres facettes de l'île de La Réunion que ses paysages. Baba sifon est son second court métrage de fiction après La face cachée du père Noël.
Le titre du film signifie poupée de chiffon en créole réunionnais, un genre de poupée typique de l'artisanat malgache que l'on trouve sur les marchés locaux. L'histoire est inspirée de la rencontre dans les rues du Port du réalisateur et de son ami le musicien Jim Fortuné, qui s'en allait rapporter le doudou de sa fille chez la mère de celle-ci.
Le film est produit par une société parisienne, Daisy Day Films. Le scénario de Laurent Pantaléon est peaufiné avec le comédien Erick Isana du Téat la Kour, qui aura le rôle principal. Le tournage est réalisé à La Réunion, avec des acteurs réunionnais reconnus localement. 
La musique originale est confiée à Jim Fortuné, dont le style propre, le « sambaloya », a touché le jury du festival Prix de court 2020, festival en simultané de courts métrages des Antilles françaises, de la Guyane et de La Réunion, dont c'est la première participation. Les chansons évoquées dans le film figurent sur son album Kafé.

## Fiche technique
- Réalisation : Laurent Pantaléon
- Scénario : Laurent Pantaléon
- Musique : Jim Fortuné
- Décors : Patrice Goddet
- Costumes : Katia Duhamel
- Photographie : Pierre Berthier
- Son : Laure Justice
- Montage : Gilles Volta
- Production : Céline Farmachi
- Société de production : Daisy Day Films
- Pays d'origine :  France
- Langue originale : créole réunionnais, sous-titrage en français et anglais
- Format : couleur
- Genre : court métrage de fiction, comédie dramatique
- Durée : 26 minutes
- Date de sortie : 2019

## Distribution
- Erick Isana : Erick
- Elisabeth Ferard : Elisa
- Nadège Mansard : mère d'Elisa
- Benoît Duberville : conducteur
- Délixia Perrine : conductrice du camion à glace
- David Erudel : son mari fan de foot
- Thierry Jardinot : conducteur, fan de la musique d'Erick
- Jean-Laurent Faubourg : beau-père d'Elisa

## Récompenses
- Prix de la meilleure musique originale au festival Prix de court 2020 (Martinique)[4].

## Festivals
Le film a été présenté et sélectionné dans une trentaine de festivals en France et dans le monde dont :
- FESPACO 2019 Festival Panafricain du Cinéma et de la télévision de Ouagadougou (Burkina Faso)[2]
- Festival Écrans noirs 2019 (Cameroun)[6]
- Festival international du film black de Montréal 2019 (Canada)
- Festival du film court de Villeurbanne 2019 (France)
- Festival international du film d'Amiens (France)
- Festival du film court de Vaulx-en-Velin Un poing c'est court 2020 (France)